# マーティン・フィップス
マーティン・フィップス（Martin Phipps、1968年8月1日 - ）は、イギリスの作曲家。
マンチェスター大学に学ぶ。主に映画音楽やテレビドラマの音楽を手がけており、テレビドラマ『ザ・クラウン』の音楽などで知られる。
2009年に『刑事ヴァランダー』で、2010年に『スモール・アイランド』で2年連続で英国アカデミー賞テレビ部門最優秀オリジナル音楽賞を受賞した。2015年には、テレビミニシリーズ『オナラブル・ウーマン 熱砂の女』でアイヴァー・ノヴェロ賞最優秀テレビ音楽部門を受賞した。

## 主なフィルモグラフィ

### 映画
- 『トップ・ランナー』 - The Flying Scotsman (2006年)
- 『サリー・ロックハートの冒険/マハラジャのルビー』 - The Ruby in the Smoke (2006年) ※テレビ映画
- 『説きふせられて』 - Persuasion (2007年) ※テレビ映画
- 『エンドゲーム 〜アパルトヘイト撤廃への攻防〜』 - Endgame (2009年)
- 『狼たちの処刑台』 - Harry Brown (2009年) ※ルース・バーレットと共作
- 『ブライトン・ロック』 - Brighton Rock (2010年)
- 『僕と世界の方程式』 - X+Y (2014年)
- 『キーピング・ルーム』 - The Keeping Room (2014年)
- 『黄金のアデーレ 名画の帰還』 - Woman in Gold (2015年) ※ハンス・ジマーと共作
- 『モーガン夫人の秘密』 - The Aftermath (2019年)
- 『プリンセス・ダイアナ』 - The Princess (2022年)
- 『ナポレオン』 - Napoleon (2023年)[7][8]

### テレビドラマ
- 『ニュー・トリックス〜退職デカの事件簿〜』 - New Tricks (2004年)
- 『ライン・オブ・ビューティ 愛と欲望の境界線』 - The Line of Beauty (2006年)
- 『分別と多感』 - Sense and Sensibility (2008年)
- 『刑事ヴァランダー』 - Wallander (2008年-2012年)
- 『ホワイトチャペル 終わりなき殺意』 - Whitechapel (2009年)
- 『スモール・アイランド』 - Small Island (2009年)
- 『大いなる遺産』 - Great Expectations (2011年)
- 『ブラック・ミラー』 - Black Mirror (2011年-2016年) ※2エピソード
- 『ピーキー・ブラインダーズ』 - Peaky Blinders (2013年)
- 『オナラブル・ウーマン 熱砂の女』 - The Honourable Woman (2014年)
- 『戦争と平和』 - War & Peace (2016年)[9]
- 『女王ヴィクトリア 愛に生きる』 - Victoria (2016年)
- 『ブラック・アース・ライジング』 - Black Earth Rising (2018年)
- 『ザ・クラウン』 - The Crown (2019年-2023年) ※シーズン3〜6
- 『Solos 〜ひとりひとりの回想録〜』 - Solos (2021年)